# Diodon
Diodon is een geslacht van straalvinnige vissen uit de familie van egelvissen (Diodontidae). Het geslacht is voor het eerst wetenschappelijk beschreven in 1758 door Linnaeus.

## Soorten
De volgende soorten zijn bij het geslacht ingedeeld:
- Diodon eydouxii Brisout de Barneville, 1846
- Diodon holocanthus Linnaeus, 1758 – Ballonegelvis
- Diodon hystrix Linnaeus, 1758 – Gestippelde egelvis
- Diodon liturosus Shaw, 1804
- Diodon nicthemerus Cuvier, 1818